# 李凤兰 (政治人物)
李凤兰（1932年6月—），河北省唐山人，中华人民共和国政治人物，女性。
担任全国纺织工业劳模、华新纺织工厂工。1954年，当选第一届到第三届全国人民代表大会代表。1956年，当选全国先进生产者全国纺织工业劳动模范。